# Vier Stukken (Scelsi)
Vier stukken op één toon (Quattro Pezzi (su una nota sola)) is een compositie van de Italiaanse componist Giacinto Scelsi. Het is geschreven voor ensemble.

## Compositie
De compositie is een werk, dat bestaat uit vier naamloze delen (1e beweging, etc.), waarbij gedurende het desbetreffende deel slechts één toon wordt gespeeld. In deel 1 staat de F centraal, in deel twee de B, in deel drie de As en in deel vier de A. Het werk week destijds af van de gangbare klassieke muziek van de 20e eeuw met al haar theoretische compositie- en ritmestijlen. In dit werk geen berekende factoren, zoals in seriële muziek en minimal music. De muziek is intuïtief. De muziek staat stil of golft een beetje heen hen weer, ook al wordt er per deel slechts één toon gespeeld. Die ene toonhoogte wordt gevarieerd gespeeld. Er klinken microtonen, alle tonen tussen de Fes en Fis worden immers aangeduid met F, daarnaast zijn octaafvariaties toegepast en past de componist steeds de toonkleur en omgevingsnoten aan. Ten slotte beïnvloedt ook de dynamiek het geheel. Het tempo van de muziek en laag; het lijkt of de compositie ademt.

## Samenstelling
- Altdwarsfluit, hobo, althobo, 2x klarinet, basklarinet, fagot, saxofoon;
- 4x hoorn, 3x trompet, 2x trombone, tuba;
- pauken , zingende zaag, bongo, tumba, hangend bekken, grote tamtam (niet in deel drie);
- 2x altviool, 2x cello, contrabas.

## Bron en discografie
- Mode Records: Weens Radiosymfonieorkest o.l.v. Peter Rundel
- Neos: Radiosymfonieorkest van Beieren o.l.v. Hans Zender
- Accord: Radiosymfonieorkest van Polen o.l.v. Jürg Wyttenbach